# Тетраиодомеркурат(II) меди(I)
Тетраиодомеркурат(II) меди(I) — неорганическое соединение,
комплексная соль меди, ртути и иодистоводородной кислоты 
с формулой Cu2[HgI4],
красные или коричневые кристаллы,
не растворяется в воде.

## Получение
- Реакция иодида меди(I) и иодида ртути в этаноле:

{\displaystyle {\mathsf {2CuI+HgI_{2}\ {\xrightarrow {}}\ Cu_{2}[HgI_{4}]\downarrow }}}
- Пропускание диоксида серы через смесь растворов сульфата меди и тетраиодомеркурата калия:

{\displaystyle {\mathsf {2CuSO_{4}+K_{2}[HgI_{4}]+SO_{2}+2H_{2}O\ {\xrightarrow {}}\ Cu_{2}[HgI_{4}]\downarrow +K_{2}SO_{4}+2H_{2}SO_{4}}}}

## Физические свойства
Тетраиодомеркурат(II) меди(I) образует красные кристаллы
тетрагональной сингонии,
пространственная группа I 42m,
параметры ячейки a = 0,609 нм, c = 1,224 нм, Z = 2.
Не растворяется в воде и этаноле.
При 60-70°С обратимо меняет цвет на коричневый.

## Применение
- Термочувствительный компонент в термоиндикаторных покрытиях.
- Твёрдый электролит.